# Sanctions contre la Syrie
Les sanctions contre la Syrie sont une série de sanctions économiques prises par l'Union européenne, les États-Unis, le Canada, l'Australie, la Suisse et la Ligue arabe à la suite de la répression contre les civils lors de la Guerre civile syrienne à partir de 2011. 
Les sanctions sont un enjeu majeur pour le régime syrien, qui fournit d'importants efforts de propagande afin de contester ces sanctions, notamment en alléguant qu'elles ont une responsabilité importante dans la détérioration des conditions des Syriens, tout en occultant les responsabilités du régime syrien, détournant une large part de l'aide humanitaire afin de contourner les sanctions. 

## Histoire
En 1979, les États-Unis mettent la Syrie sur la liste des États soutenant le terrorisme.
Entre mars et août 2004, les États-Unis émettent de nouveaux une série de sanctions contre le régime syrien. Ces nouvelles sanctions font suite à la politique de lutte contre l'Axe du mal menée par l'administration Bush, qui condamne la supposée possession d'armes de destructions massives par le régime syrien, condamne son emprise sur le Liban et sa volonté de déstabiliser l'Irak, ainsi que son soutien à des organisations terroristes comme le Hezbollah et le Hamas.

### Sanctions lors de la guerre civile
En mai 2011, l'Union européenne adopte des sanctions contre la Syrie, en interdisant notamment le commerce de biens pouvant servir à la répression de la population civile. 
En août 2011, les États-Unis mettent en place un embargo sur le secteur pétrolier et gèlent les actifs financiers d'un certain nombre de personnalités ainsi que celles de l'État syrien lui-même. De plus, les États-Unis interdisent toute exportation de biens et services originaires du territoire des États-Unis ou issus d'entreprises ou de personnes américaines à destination de la Syrie. Cette interdiction concerne tout produit dont au moins 10 % de la valeur vient des États-Unis ou d'un de ses ressortissants. 
En septembre 2011, l'Union européenne adopte à son tour un embargo contre le secteur pétrolier syrien. Cet embargo a un impact important sur l'économie syrienne de par l'importance des exportations d'hydrocarbures vers l'Union pour la Syrie avant la guerre civile, importance qui était de l'ordre de 20 % du PIB.
En novembre 2011, la Ligue arabe annonce à son tour le gel des actifs financiers du régime syrien, la fin des échanges financiers avec la Banque centrale de Syrie, l'arrêt des lignes aériennes entre les pays de la Ligue arabe et la Syrie, l'interdiction de séjour de plusieurs personnalités syriennes et l'arrêt des investissements en Syrie des États de la Ligue arabe. Le Liban et le Yémen se sont opposés à ces sanctions. Le même mois, la Turquie annonce également le gel des actifs financiers de l'État syrien. 
Le Canada, l'Australie et la Suisse mettent également en place des sanctions économiques et financières contre la Syrie. Ainsi le Canada interdit, au travers de plusieurs séries de décisions prises de mai 2011 à novembre 2012, toute importation de biens depuis la Syrie, ainsi que l'exportation de produits de luxe vers la Syrie, les services financiers en lien avec la Syrie et tout investissement en Syrie.
D'autres mesures de sanction sont mises en place par l'Union européenne en février 2012, concernant le secteur énergétique, la fourniture d'armes et le secteur financier de la Syrie, ainsi que le secteur minier. Le CERS, qui produit les armes chimiques, est notamment placé sous sanctions. De plus, en 2012, 120 personnalités ou institutions syriennes ont leurs actifs financiers gelés par l'Union européenne et ne peuvent voyager dans l'Union européenne. Cela inclut Bachar el-Assad, la Banque centrale de Syrie et plusieurs ministres. En juin 2012, l'Union européenne interdit le commerce d'objets de luxe avec la Syrie, ainsi qu'un certain nombre de produits commerciaux. En parallèle, l'Union européenne renforce ses mesures de restrictions envers la Syrie dans les secteurs de l'armement, du maintien de l'ordre et du contrôle des télécommunications.
En avril 2013, l'Union européenne autorise l'exportation de biens militaires non-létaux à l'opposition armée au régime, notamment à la Coalition nationale des forces de l'opposition et de la révolution.
En 2014, le Canada interdit toute exportation de produits chimiques pouvant être utilisés de manière directe ou indirecte à des fins militaires.
En mars 2017, un projet de résolution du Conseil de sécurité des Nations unies visait à mettre en place des sanctions contre la Syrie après l'utilisation d'armes chimiques sur son territoire. Cependant la Russie et la Chine y opposent leur veto. C'est le 7e projet de résolution pour des sanctions rejeté du fait de l'exercice de vetos. Cette résolution envisageait d'interdire le commerce de pièces d'hélicoptères et de mettre en place le gel d'actifs financiers d'une vingtaine de personnalités militaires du régime syrien.
En avril 2017, les États-Unis prennent des sanctions de gel financier et de non-accès à des services financiers à l'encontre de 270 salariés gouvernementaux du régime syrien, à la suite de l'attaque chimique de Khan Cheikhoun.
En décembre 2019, les États-Unis prennent de nouvelles sanctions contre la Syrie et les entreprises tierces commerçant avec la Syrie, à travers la loi « César » ((en) Caesar Syria Civilian Protection Act), dénommée ainsi à la suite des révélations de tortures et décès sous la torture ayant notamment pour témoin un ancien photographe militaire légiste syrien surnommé César, afin de pousser Bachar el-Assad et son régime à rendre des « comptes pour les atrocités (perpétrées) à grande échelle » . Cette loi entre en vigueur le 17 juin 2020.
En janvier 2025, à la suite de la chute du régime de Bachar Al-Assad, la levée progressive de sanctions débute doucement notamment par d'une dérogation pour 6 mois par le trésor américain pour les organisations humanitaires et pour l'accès aux biens de premières nécessités dont l'électricité et l'énergie. Quelques jours après, l'Union européenne annonce formellement à son tour un allègement des sanctions contre la Syrie.
En mai 2025, les États-Unis et l'Union européenne annoncent la levée des sanctions contre la Syrie. La levée des sanctions par l'Union européenne portaient notamment sur le secteur bancaire notamment vis-à-vis de la Banque centrale de Syrie. Cependant les sanctions de l'Union européenne sur la vente d'arme à la Syrie restent en place.

## Impact, propagande et appels à lever les sanctions
Les sanctions ne touchent pas l'aide humanitaire, l'alimentation ni le secteur médical, elles visent les représentants du régime syrien et tout ce qui peut permettre au régime de produire des armes, y compris chimiques. Cependant, la détournement et l'instrumentalisation de l'aide humanitaire par le régime de Bachar el-Assad, ainsi que la propagande du régime, laissent à penser que les sanctions sont responsables de la précarité de la population syrienne. Afin d'accuser les pays occidentaux, les prix sont augmentés, l'aide humanitaire est confisquée, utilisée comme outil punitif et revendue au marché noir,,.
Selon Patrick Cockburn, les sanctions ont un impact sur la population syrienne, notamment sur le prix des denrées de première nécessité et produits médicaux. Selon lui, les mesures prises par les États-Unis et l'Union européenne, notamment l'interdiction d'exportation de produits américains, l'embargo sur les produits pétroliers et les sanctions financières, induisent un quasi-embargo du pays du fait des sanctions que peuvent subir les entités faisant du commerce ou de l'aide humanitaire vers ce pays et de la complexité juridique que ces mesures induisent. Les répercussions des sanctions touchent indirectement le secteur médical,. Selon la diplomatie française au contraire, les sanctions n'entravent en rien l'acheminement d'aide humanitaire.
Les agences de l'ONU impliquées dans l'aide humanitaire sont pourtant pleinement actives dans les régions sous contrôle du régime, et essentiellement financées par les États-Unis et l'Union européenne, et sont par ce biais, la première source de devises du régime.
La critique des sanctions et l'appel à leur levée représentent également un important sujet de propagande de la part du régime : selon lui, les sanctions internationales empêcheraient par exemple l'acheminement d'aide humanitaire. L'aide humanitaire n'est pas empêchée par les sanctions (la majorité de l'aide est d'ailleurs versée par des mêmes pays occidentaux qui sanctionnent le régime), et c'est le régime de Bachar el-Assad qui est accusé de détourner, d'instrumentaliser et de la politiser, afin d'en priver ses opposants et les civils vivants dans des zones aux mains de l'opposition, et également de détourner l'aide internationale afin de s'enrichir dans un système de corruption généralisé (au lieu d'être redistribuée, l'aide est confisquée puis revendue). La propagande menée par le régime à l'encontre des sanctions est fustigée par l'opposition syrienne mais est largement reprise à l'international,,,,,,,.
En France, ce sont essentiellement les milieux d'extrême droite et de la fachosphère, des médias pro-Kremlin et les organisations qui soutiennent Bachar el-Assad, qui appellent à lever les sanctions en relayant les opérations de communications et déclarations du régime syrien, avec des personnalités particulièrement actives, dont Thierry Mariani.
Au niveau de l'ONU, deux rapports, en 2020 et 2022, réalisés par la rapporteure spéciale Alena Douhan sont contestés. Ils appellent à la levée des sanctions, accusées de nuire au quotidien des Syriens, mais différentes ONG et observateurs rejettent ces conclusions et mettent en cause la neutralité d'Alena Douhan, déjà épinglée pour avoir reçu de l'argent de régimes autoritaires sous sanctions et accusée d'en répéter la propagande, sans même évoquer les conditions à la levée des sanctions,,,,. 
Selon Intelligence Online, une diplomatie parallèle au niveau de l'Union Européenne aide le régime syrien à faire pression sur l'UE pour la critique et la levée des sanctions. Vincent Piessevaux, juriste qui était alors chargé des sanctions au Conseil de l'Union européenne, a notamment effectué des voyages discrets en Syrie, où il a rencontré des proches du régime militant contre les sanctions, et a progressivement rédigé des rapports de plus en plus favorables à une révision des sanctions. 

## Contournement des sanctions
Le régime syrien met en place des sociétés écrans et intermédiaires afin de contourner les sanctions, il se finance notamment en détournant l'aide humanitaire, mais également pour importer des armes et poursuivre la productions d'armes chimiques. 